# Paul Pfann

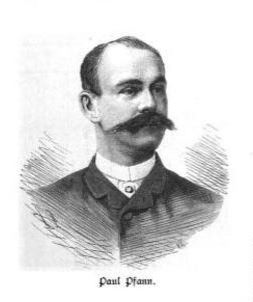
Paul Pfann

Paul Pfann (* 18. April 1860 in Nürnberg; † 1. August 1919 ebenda) war ein deutscher Architekt und Hochschullehrer.

## Leben
Paul Pfann studierte an der Technischen Hochschule München und wurde 1880 im Corps Ratisbonia München aktiv.
Er war Schüler von Friedrich von Thiersch und Paul Wallot und wirkte vor allem München. 1890 gewann er mit Wilhelm Rettig den ersten Preis im Architektenwettbewerb für das Kaiser-Wilhelm-Nationaldenkmal in Berlin. 1899 wurde er als Professor an die Technische Hochschule München berufen.
Pfann war auch für seine Freihandzeichnungen bekannt. Seine oft in Zusammenarbeit mit Günther Blumentritt entstandenen architektonischen Entwürfe sind dem Historismus zuzuordnen. Zu seinen bedeutendsten Werken zählen die Münchner Haupt’, der Sitz der königlich privilegierten Haupt-Schützengesellschaft München im Stadtbezirk Sendling-Westpark, das Französische Generalkonsulat, Möhlstraße 10 in Bogenhausen, und der Ostflügel des Justizpalastes in Nürnberg.